# Тетрагидроксобериллат натрия
Тетрагидроксоберилла́т на́трия —  неорганическое соединение,
комплексный гидроксид натрия и бериллия
с формулой Na2[Be(OH)4],
бесцветные кристаллы,
растворяется в воде.

## Получение
- Растворение оксида бериллия в горячем растворе гидроксида натрия:

{\displaystyle {\mathsf {BeO+2NaOH+H_{2}O\ {\xrightarrow {100^{o}C}}\ Na_{2}[Be(OH)_{4}]}}}
- Взаимодействие гидроксида бериллия со щелочью (реакция протекает быстро):

{\displaystyle {\mathsf {Be(OH)_{2}+2NaOH\ \xrightarrow {\ } Na_{2}[Be(OH)_{4}]}}}

## Физические свойства
Тетрагидроксобериллат натрия образует бесцветные кристаллы.
Растворяется в воде.